# 12 Dywizja Piechoty (II RP)
12 Dywizja Piechoty (12 DP) – wielka jednostka piechoty Wojska Polskiego II RP.
12 Dywizja Piechoty rodowód swój wywodzi z 6 Dywizji Strzelców Polskich Armii Polskiej we Francji. Na podstawie rozkazu Ministerstwa Spraw Wojskowych z 1 września 1919 roku 6 DSP została przemianowana na 12 Dywizję Piechoty.

W okresie  międzywojennym dowództwo 12 DP stacjonowało w Tarnopolu. W jej skład w 1923 wchodziły: 51 pp, 52 pp i 54 pułk piechoty.

W czasie kampanii wrześniowej dywizja walczyła w składzie Armii „Prusy”. Skoncentrowana w lasach starachowickich, wzięła udział w boju pod Iłżą, Kotlarką i Rzechowem. Po rozbiciu dywizji jej części weszły w skład Grupy „Sandomierz”.

## Formowanie i zmiany organizacyjne
Rodowód 12 Dywizji Piechoty sięga  Armii Polskiej utworzonej podczas I wojny światowej we Francji. W lutym 1919 w obozie Arches na bazie francuskiej 74 Dywizji Piechoty przystąpiono do organizacji 6 Dywizji Strzelców Polskich.
Rozkazem ministra spraw wojskowych nr 169 z 1 września 1919 o zjednoczeniu Armii Hallera z Armią Krajową, 6 Dywizja Strzelców Polskich została przemianowana na 12 Dywizję Piechoty. W jej skład weszły 51., 52., 53. i 54 pułk piechoty.
Jednocześnie przeszła głęboką reorganizację. Wraz z reorganizacją szeregi dywizji opuszczali oficerowie francuscy, niepełnoletni i najstarsze roczniki żołnierzy, w tym wielu ochotników z Francji i Ameryki. Ich miejsce zajęli oficerowie polscy i żołnierze z poboru. 
Po przeprowadzonych zmianach struktura dywizji przedstawiała się następująco:
Struktura 12 DP
- dowództwo
- sekcja taborowa (w etacie dowództwa taborów 12 DP)
- kompania sztabowa (w etacie 52 pp)
- pluton jazdy sztabowej (w etacie 4 pdrag.)
- poczta polowa nr 32
- pluton żandarmerii (w etacie szwadronu zapasowego 6 dywizjonu żandarmerii wojskowej)
- XXIII Brygada Piechoty
- XXIV Brygada Piechoty
- XII Brygada Artylerii
- IV dywizjon 4 pułku dragonów kresowych (od 1 X 1919 – 4 pułku kresowego strzelców konnych)
- 12 kompania telegraficzna dywizyjna
- 12 batalion saperów z kolumną mostową nr 65 i kolumną narzędzi sap. nr 12
- szpital nr 607
- szpital nr 608 (planowany do utworzenia)
- szpital nr 609 (planowany do utworzenia)
- 64 kolumna samochodów sanitarnych
- 12 urząd amunicyjny (planowany do utworzenia)
- 12 urząd gospodarczy (planowany do utworzenia)
- 12 szpital koni (planowany do utworzenia)
- 12 warsztaty artylerii
- piekarnia polowa nr 6
- kooperatywa nr 12
- dowództwo taborów 12 DP
- 4 i 5 sekcja kolumny polowej osobowej nr 61 (samochodów)
- kolumna polowa nr 611 (samochodów)
- kolumna polowa nr 612 (samochodów)
- kolumna taborowa nr 625
- kolumna taborowa nr 626
- kolumna taborowa nr 627
- kolumna taborowa nr 628
- kolumna taborowa nr 629
- kolumna taborowa nr 630
- kolumna taborowa nr 631
- kolumna taborowa nr 632
- kolumna taborowa nr 633
- kolumna taborowa nr 634
- kolumna taborowa nr 635
- kolumna taborowa nr 636
- kolumna taborowa nr 643
- kolumna taborowa nr 644 (planowana do utworzenia)
- kolumna taborowa nr 645 (planowana do utworzenia)

Dywizja liczyła w tym czasie 388 oficerów, 13 979 podoficerów i szeregowych i 4820 koni.
| Obsada personalna dowództwa dywizji w 1920 | Obsada personalna dowództwa dywizji w 1920         |
| Stanowisko                                 | Stopień, imię i nazwisko                           |
| ------------------------------------------ | -------------------------------------------------- |
| Dowódca dywizji                            | płk Marian Januszajtis-Żegota                      |
| Szef sztabu                                | mjr/płk szt. gen. Walery Mariański (do 10 VII)     |
| Szef sztabu                                | p. o. kpt./mjr p. d. Szt. Gen. Tadeusz Szałowski   |
| Szef sztabu                                | wz. por. Kazimierz Dworak                          |
| Szef sztabu                                | mjr Szt. Gen. Jan Władysław Rozwadowski (od 18 IX) |
| Szef oddziału org.- mat.                   | kpt. ad. szt. Jan RychlikSwarżeński (od 15 IV)     |
| Oficer oddziału                            | kpt. Jan Góra                                      |
| Oficer oddziału                            | kpt. Wilhelm Todt                                  |
| Referent informacyjny                      | mjr Bolesław Pikusa                                |
| Referent informacyjny                      | por. Kazimierz Glazur (do 7 VI)                    |
| Oficer oddziału                            | ppor. Władysław Kowalczuk                          |
| Oficer oddziału                            | ppor. Stefan Rybicki                               |
| Referent operacyjny                        | por. Kazimierz Dworak                              |
| Referent operacyjny                        | por. Tadeusz Prokopowicz                           |
| Oficer gazowy                              | por. Feliks Ochman                                 |
| Referent materialny                        | por. Aleksander Nowosielski-Sas                    |
| Oficer uzbrojenia                          | por. Władysław Klominek                            |
| Oficer uzbrojenia                          | ppor. Feliks Kraczkiewicz                          |
| Oficer zdobyczy wojennych                  | por. Alojzy Mazurkiewicz                           |
| Oficer zdobyczy wojennych                  | ppor. Feliks Rajzer                                |
| Referent personalny                        | por. Marian Mielicki                               |
| Referent personalny                        | por. Paweł Piskozub                                |
| Oficer ordynansowy                         | por, Stanisław Cebulski († 3 VII)                  |
| Szef łączności                             | por. Józef Mościcki                                |
| Szef łączności                             | por. Tadeusz Namaczyński                           |
| Referent techniczny                        | kpt. Jakub Witkowski                               |
| Szef intendentury                          | por. Leon Dyl                                      |
| Oficer intendentury                        | por. Marian Bojanowski                             |
| Oficer intendentury                        | por. Józef Kapiszewski                             |
| Oficer intendentury                        | por. Janusz Obst                                   |
| Oficer intedentury                         | por. Józef Procner                                 |
| Oficer intendentury                        | por. Stanisław Szymanowski                         |
| Oficer intendentury                        | ppor. Włodzimierz Baron                            |
| Oficer intendentury                        | ppor. Franciszek Danek                             |
| Oficer intendentury                        | ppor. Henryk Haselbach                             |
| Oficer intendentury                        | ppor. Antoni Kozłowski                             |
| Oficer intendentury                        | ppor. Konrad Witold Michałowski                    |
| Oficer intendentury                        | ppor. Mikołaj Narbutowicz                          |
| Oficer intendentury                        | ppor. Jan Nowicki                                  |
| Oficer intendentury                        | ppor. Aleksander Panas                             |
| Oficer intendentury                        | ppor. Wilhelm Piątek                               |
| Oficer intendentury                        | ppor. Józef Piechowski                             |
| Oficer intendentury                        | ppor. Antoni Półtorak                              |
| Oficer intendentury                        | ppor. Romuald Sobieszczański                       |
| Oficer intendentury                        | ppor. Franciszek Śliwiński                         |
| Oficer intendentury                        | ppor. Hille Zwerdling                              |
| Szef sanitarny                             | mjr lek. dr Otto Salamonowicz                      |
| Szef sanitarny                             | mjr lek. dr Władysław Januszewicz (14 IV–30 V)     |
| Szef sanitarny                             | mjr lek. dr Otto Salamonowicz                      |
| Adiutant                                   | ppor. san. Stanisław Chmura                        |
| Dywizyjny lekarz weterynarii               | rtm. lek. wet. Józef Pikuziński                    |
| Dywizyjny lekarz weterynarii               | rtm. lek. wet. Wojciech Mercik                     |
| Proboszcz dywizji                          | ks. mjr Antoni Kazimierz Wesiekierski              |
| Proboszcz dywizji                          | wz ks. kpt. Konstanty Klimaczyński (VIII–IX)       |
| Kierownik sądu polowego                    | kpt./mjr KS Wacław Rudolf Fiedler                  |
| Sędzia śledczy                             | kpt. KS dr Władysław Demitrowski                   |
| Sędzia śledczy                             | kpt. KS dr Franciszek Marszałek                    |
| Sędzia śledczy                             | kpt. KS Leszek Bańkowski                           |
| Oficer sądu                                | por. KS Stanisław Krajowski Kukiel                 |
| Oficer śledczy                             | por. KS Maurycy Lipnicki                           |
| Oficer śledczy                             | ppor. Józef Rapaport (do 7 VIII)                   |
| Oficer śledczy                             | ppor. KS dr Emanuel Weber                          |
| Oficer sądu                                | ppor. Władysław Kaupe (do 6 VIII)                  |
| Protokolant                                | ppor. Henryk Śląski                                |
| Protokolant                                | ppor, Zygmunt Wodziński                            |
| Protokolant                                | pchor. Stanisław Wołoszyński                       |
| Kierownik poczty polowej nr 32             | por. Jan Czerepiński                               |
| Oficer poczty                              | urz. wojsk. IX r. Maksym Nider                     |
| Oficer poczty                              | urz. wojsk. X r. Jan Staga                         |
| Referent artylerii                         | por. Jan Lange                                     |
| Dywizyjny punkt zborny jeńców              | por. Wacław Sumniewski                             |
| Oficer stacji zbornej                      | por. Franciszek Kubala                             |
| Dowódca plutonu jazdy                      | por. Jerzy Dąbrowski                               |
| Referent taborów                           | por. Leopold Trąba                                 |
| Oficer dowództwa                           | mjr Zenon Adamowicz (15 IV–1 VII)                  |
| Oficer dowództwa                           | por. Wiktor Ziółkowski                             |
| Oficer dowództwa                           | ppor. Staff                                        |
| Kompania sztabowa                          |                                                    |
| Dowódca                                    | kpt. Jan Góra                                      |
| Dowódca                                    | ppor. Włodzimierz Krogulski                        |
| Dowódca plutonu                            | ppor. Zdzisław Gortatewicz                         |
| Dowódca plutonu                            | ppor. Henryk Ratyński                              |
| Lekarz                                     | ppor. lek. dr Stanisław Zieleniewski               |
| Pluton żandarmerii polowej                 |                                                    |
| Dowódca plutonu                            | ppor. Zygmunt Łuszczyński                          |
| Dowódca plutonu                            | ppor. Franciszek Bieńkowski                        |

## Dywizja w walce o granice

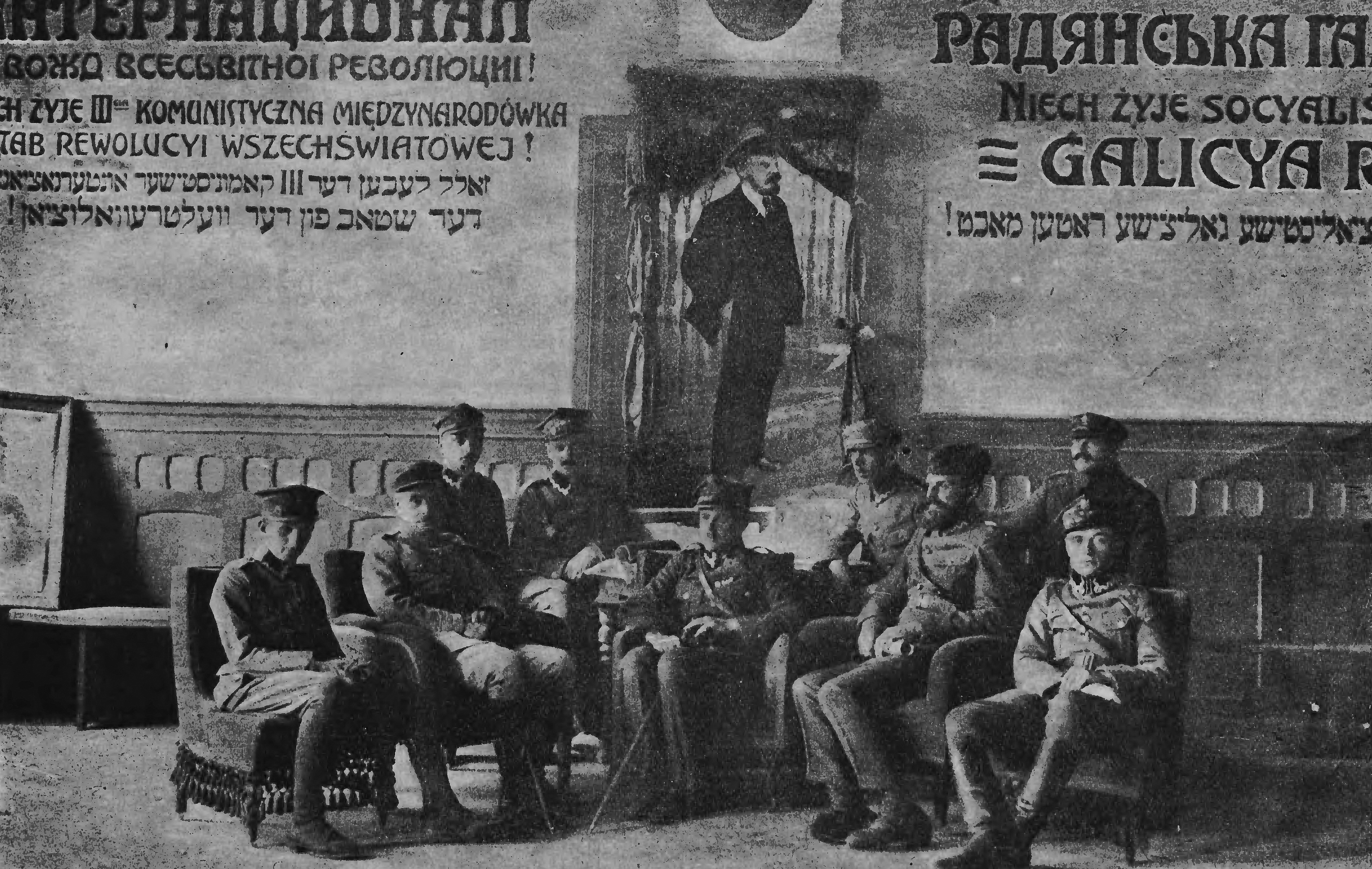
Sala „Gwiazdy” w Tarnopolu - siedziba Komitetu Rewolucyjnego dla Galicji; siedzą członkowie sztabu 12 DP, która oswobodziła miasto; wśród nich płk Marian Januszajtis (1920)

W styczniu i lutym 1920 oddziały dywizji opanowały linię: Starokonstantynów – Uszyca.
1 kwietnia jednostki 6 Armii wykonywały rozkaz operacyjny Dowództwa Frontu Podolskiego z 28 marca nakazujący rozpoznanie i rozbicie sił nieprzyjaciela w rejonie Baru i Wołkowiniec oraz dokonanie zniszczeń na stacjach i linii kolejowej Bar–Mohylew. Ponadto 12 DP miała wykonać działania pomocnicze – wypad na Jełtuszków. Dowództwo 12 DP utworzyło cztery grupy wypadowe. 54 pp miał za zadanie zająć Jełtuchy, Harmaki i następnie Komarowce, przecinając drogę Bar–Wołkowińce; kolumna kpt. Piotra Kończyca złożona z dwu batalionów 52 pp miała uderzyć przez Neteczyńce na Bar; Grupa płk. Konstantego Oświęcimskiego (4 pspodh., baon 144 pp, baon 52 pp, wsparte baterią 18 pap) zająć Jełtuszków; Grupa jazdy mjr. Stefana Cieńskiego (6 puł i IV /4 psk z kompanią saperów) osiągnąć Wasiutyńce i zniszczyć tor kolejowy w celu odcięcia odwrotu nieprzyjacielowi. Grupy wypadowe wymaszerowały 31 marca tuż przed północą. Akcję gen. Iwaszkiewicz planował na najwyżej dwa dni, po czym oddziały miały wrócić na dawne pozycje.
Wiosną 1920 dywizja wzięła udział w wyprawie kijowskiej. Walczyła w składzie 6 Armii. 25 kwietnia jej oddziały uderzyły wzdłuż linii kolejowej Dereźnia – Żmerynka oraz linii Wołkowińce–Bar–Żmerynka. Dywizja zdobyła m.in. Bar, Tulczyn i Bracław. Następnie przeszła do obrony na linii od Dniestru do Bohu.
Od 12 czerwca prowadziła działania opóźniające i wiązała znaczne siły przeciwnika. Od 12 do 24 lipca toczyła ciężkie walki o utrzymanie linii Zbrucza pod Wołoczyskami i Frydrychówką. Na przełomie lipca i sierpnia broniła pozycji nad Seretem na odcinku Janów – Iwanczów. 4 sierpnia z powodzeniem walczyła z bolszewicką 10 Brygadą Strzelecką. 14 sierpnia wycofała się na linię rzeki Strypa i dalej przeszła w rejon Przemyślan. Od 21 do 28 sierpnia 12 DP we współdziałaniu z wojskami ukraińskimi gen. Mychajły Omelianowicza-Pawlenki, walczyła z powodzeniem w rejonie Bóbrki i pod Świrzem z oddziałami bolszewickich 47 i 60 Dywizji Strzeleckich. W ten sposób powstrzymany został marsz tych oddziałów na Lwów. 15 września działając w składzie grupy gen. Franciszka Latinika, dywizja przeszła do kontrofensywy. Zdobyła Brzeżany i rozpoczęła pościg za wojskami bolszewickimi. W wyniku tych walk osiągnęła rubież Jałtuszków–Deraźnia–Latyczów.
18 października 1920 nastąpiło zawieszenie broni. W wyniku porozumień międzypaństwowych oddziały dywizji zostały wycofane nad Zbrucz. Tam rozpoczęły służbę na linii demarkacyjnej. Służbę tę pełniła do początku grudnia 1921. Jej oddziały zostały skierowane do swoich macierzystych garnizonów.

## Dywizja w okresie pokoju

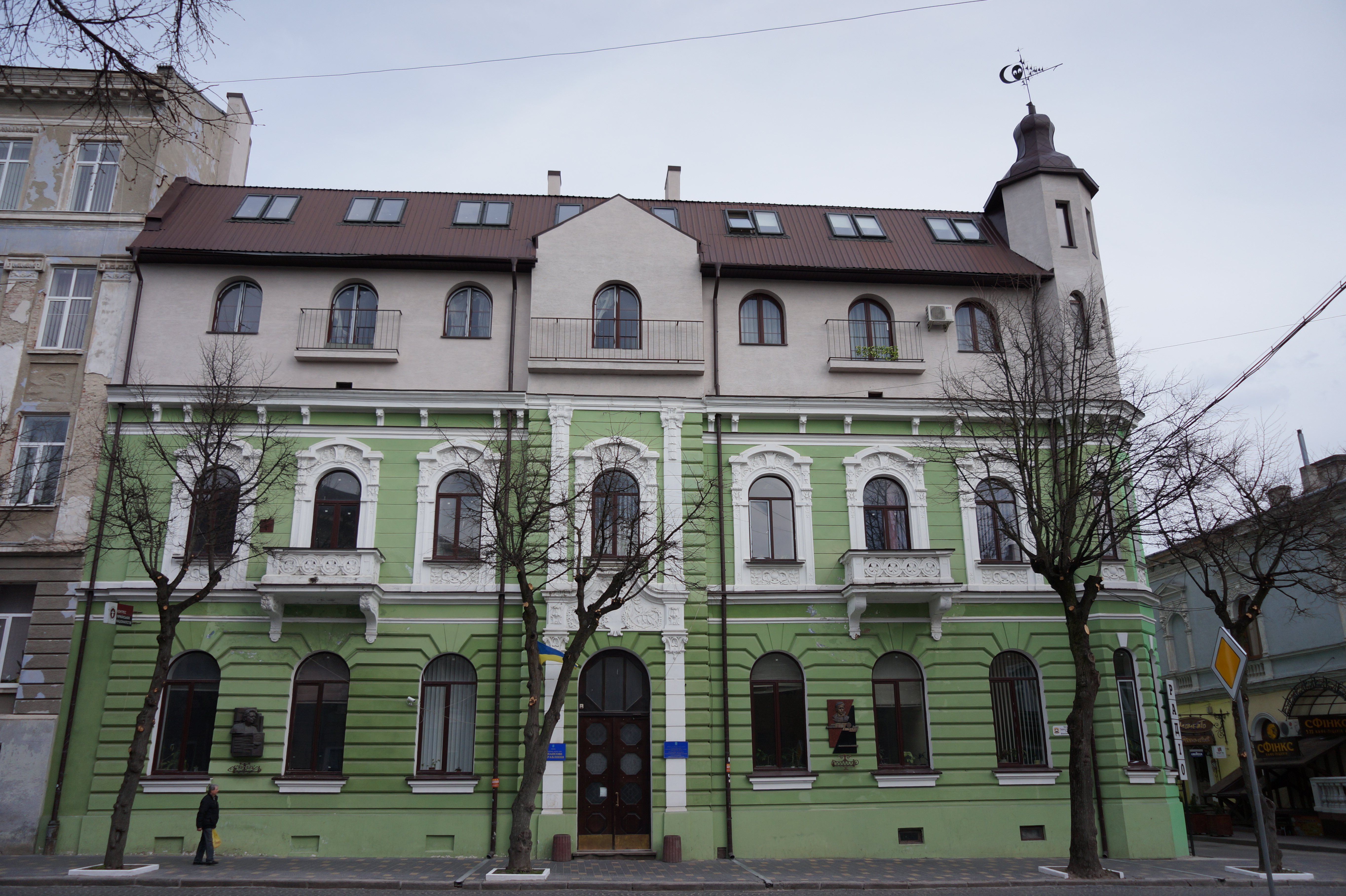
W latach 20. Dowództwo 12 DP zajmowało XIX-wieczny pałac Czosnowskich przy ul. Mickiewicza 3 (obecnie bulwar Tarasa Szewczenki) w Tarnopolu.

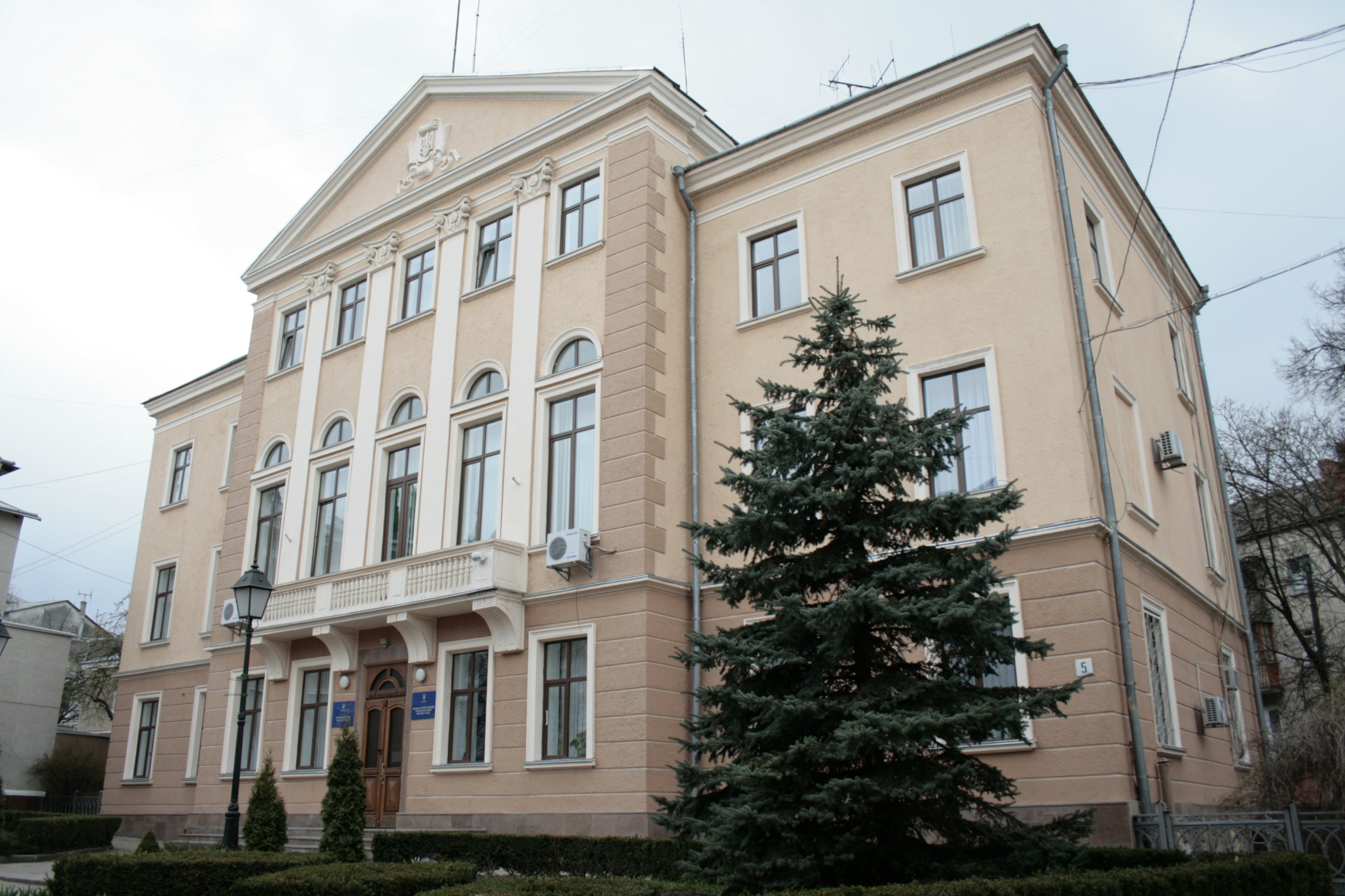
Siedziba Dowództwa 12 DP w latach 30., a obecnie Rady Miejskiej Tarnopola.

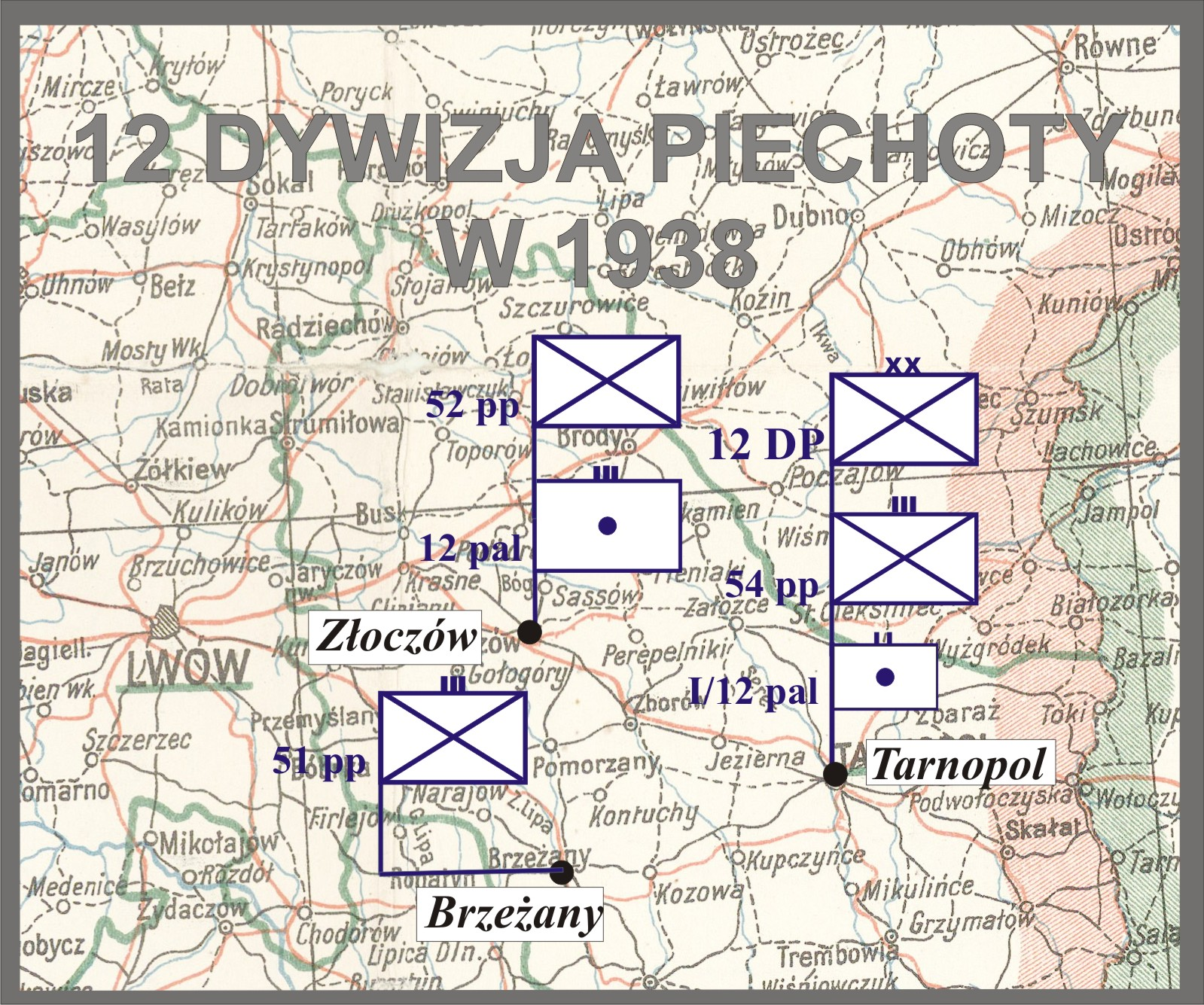
12 DP w 1938

Do grudnia 1921 dywizja przeszła na stopę pokojową. Z jej składu wyłączono jednostki artylerii ciężkiej, kawalerii dywizyjnej i batalion saperów. Pozostający do tej pory w jej składzie 53 pp został podporządkowany dowódcy 11 Karpackiej Dywizji Piechoty.
Od 15 września 1932 rozpoczął działalność Dywizyjny Kurs Podchorążych Rezerwy 12 DP przy 54 pułku piechoty Strzelców Kresowych w Tarnopolu.
Ze względu na utrzymujący się stan napięcia, wszystkie pułki dywizji początkowo posiadały tzw. wzmocnione etaty. W wyniku reorganizacji piechoty w 1930 roku, 51 i 54 pp zaszeregowano do pułków I grupy, tzw. normalnych, natomiast 52 pp nadal pozostawiono w grupie II, tzw. wzmocnionych.
Bezpośrednio po wojnie dowództwa garnizonów zmuszone były rozwiązywać liczne problemy natury gospodarczej. Należało stworzyć odpowiednie warunki bytowe dla kadry i żołnierzy. Starano się zapewnić należyte zakwaterowanie, wyżywienie oraz poprawić stan zdrowotny wcielanych poborowych. Przy pomocy nauczycieli Towarzystwa Szkoły Ludowej organizowano także obowiązkowe kursy dla analfabetów oraz kursy doskonalenia zawodowego. W  54 i 51 pp w okresie jesienno-zimowym organizowano kursy z przysposobienia rolniczego.
W Tarnopolu funkcjonowało kino wojskowe „Mars” oraz Oficerskie Kasyno Garnizonowe. W 1936 przy placu Sobieskiego otwarto świetlicę dla żołnierzy, prowadzoną przez Polski Biały Krzyż. W mieście działał Wojskowo-Cywilny Klub Sportowy „Kresy”. Aktywną działalność prowadziło koło Stowarzyszenia „Rodzina Wojskowa”. Wydawało ono swoją gazetkę: „Nasza Gazetka”. W jednostkach uroczyście obchodzono święta państwowe, wojskowe i religijne. 21 marca 1921 Naczelnik Państwa Józef Piłsudski wręczył nowe sztandary 53 i 54 psk i uhonorował żołnierzy Orderami Wojskowymi Virtuti Militari i Krzyżami Walecznych.
16 grudnia 1923 w Tarnopolu odsłonięto pomnik Adama Mickiewicza. Prace nad odbudową pomnika wydatnie wsparły oddziały 12 DP. Nieopodal pomnika, na kamieniu wyryto napis: 15 lipca 1919 r. Dywizja Strzelców Polskich pod dowództwem gen. de Champeaux wstąpiła bohatersko do Tamopola. Wielką manifestacją polskości było odsłonięcie w 1936 pomnika Marszałka Józefa Piłsudskiego. Z okazji  XX-lecia odzyskania niepodległości odsłonięto też wmurowaną w cokół pomnika Marszałka tablicę z nazwiskami żołnierzy 54 ppsk poległych w wojnie polsko-bolszewickiej.
Żołnierze dywizji brali też udział w uroczystościach religijnych obrządku rzymskokatolickiego, jak i greckokatolickiego. Kompania honorowa 54 pp uczestniczyła zarówno w procesjach Bożego Ciała, jak i podczas poświęcenia wody Święta Jordanu.
Szkolenie w dywizji
Bezpośrednio po zawieszeniu broni przystąpiono do regularnego szkolenia. Początkowo brakowało odpowiednich planów, programów i regulaminów. Po pewnym czasie przyjęło ono odpowiednie formy i nabrało tempa. Szkolenie kadry przyjmowało na ogół formę ćwiczeń szkieletowych, ćwiczeń na mapach lub ćwiczeń pokazowych. Inspektor armii prowadził gry wojenne, podczas których doskonalono umiejętności dowódców wszystkich szczebli dowodzenia. W okresie letnim dywizja szkoliła się na tzw. przedoboziu, gdzie realizowano ostre strzelania i kończono okres „szkoły kompanii" w szkoleniu bojowym. W tym czasie inspektor armii organizował zazwyczaj ćwiczenia międzydywizyjne. W pierwszych dniach ćwiczeń przerabiano zagadnienia boju spotkaniowego, w kolejnych jedna strona prowadziła walki opóźniające, a druga pościg. Czas przeznaczony na ćwiczenia w okresie letnim wahał się od 54 do 85 dni.
Organizacja pokojowa 12 DP w 1939 roku
- dowództwo 12 Dywizji Piechoty w Tarnopolu[14]
- 51 pułk piechoty Strzelców Kresowych w Brzeżanach
- 52 pułk piechoty Strzelców Kresowych w Złoczowie
- 54 pułk piechoty Strzelców Kresowych w Tarnopolu
- 12 pułk artylerii lekkiej w Złoczowie (I dywizjon detaszowany w Tarnopolu)
- Ośrodek Sapersko-Pionierski 12 DP w Tarnopolu
- kompania łączności 12 DP w Tarnopolu

## Udział w kampanii wrześniowej 1939
Od czerwca 1939 12 DP pod dowództwem generała brygady Gustawa Paszkiewicza przeznaczona była do drugiego rzutu, w wypadku mobilizacji miała wejść w skład południowego skrzydła Armii „Prusy” pod dowództwem gen. Stanisława Skwarczyńskiego.
27 sierpnia 1939 w jednostkach 12 DP została zarządzona mobilizacja alarmowa. Rozwinięcie do etatu wojennego przebiegało zgodnie z planem. Brak środków transportu spowodował, że dopiero w nocy z 1 na 2 września pierwsze oddziały wyjechały na front. Dywizja ześrodkowana była w rejonie Kielc. Od 6 września gros dywizji (siedem batalionów piechoty, dziesięć baterii artylerii i kompania przeciwpancerna) broniło kierunków Końskie – Skarżysko-Kamienna i Kielce – Skarżysko-Kamienna. 
7 września 12 DP opuściła pozycję pod Skarżyskiem i ruszyła w stronę Iłży. W nocy skoncentrowała się w lesie starachowickim na wschód od Iłży. Tu dowódca dywizji otrzymał rozkaz ześrodkowania sił w lesie na północ od Lipska, a następnie w nocy z 9 na 10 września przejścia za Wisłę pod Solcem. 8 września drogę odwrotu polskim oddziałom zagrodził niemiecki 9 pułk kawalerii zmotoryzowanej z 3 Dywizji Lekkiej. Ok 12:00 Niemcy zaatakowali od wschodu Iłżę. 7 pp Legionów wzmocniony III/ 51 pp odparł atak. Ok. 18:00 doszło do boju spotkaniowego z udziałem oddziałów 12 DP. Niemcy zostali zepchnięci na pozycje wyjściowe. Po zapadnięciu zmroku polskie oddziały otrzymały rozkaz wycofania się na południe od miejscowości Pastwiska. Przed północą 8 września, po uporządkowaniu sił, północna kolumna dowodzona przez ppłk. Bronisława Kowalczewskiego, który zastąpił ppłk dypl. Franciszka Pokornego, wznowiła natarcie. O 4:00 ruszyło też natarcie południowej kolumny płk. dypl. Seweryna Łańcuckiego. Niestety, oba nie uzyskały powodzenia. 9 września obie kolumny wznowiły natarcie i opanowały rubież Prędocin–Rzechów. Tu polską piechotę zaatakował niemiecki 67 batalion czołgów. Dość łatwo rozbił I/52 pp. Jego resztki wycofały się do lasu starachowickiego. Straty polskie były duże. Silny ostrzał artyleryjski i „psychoza czołgowa” doprowadziły do paniki i rozproszenia pozostałych oddziałów dywizji. Kompanie wycofywały się w nieładzie i nie udało się ich zatrzymać na podstawach wyjściowych. Część z nich zebrała się w rejonie Piotrowego Pola. 
W związku z zaistniałą sytuacją, w południe 9 września, znajdujący się przy dywizji dowódca zgrupowania południowego Armii „Prusy” gen. bryg. Stanisław Skwarczyński podjął decyzję o rozwiązaniu oddziałów. O 15:30 dowodzący pozostałością dywizji, dowódca artylerii dywizyjnej płk Tadeusz Rawski, zarządził odprawę i postawił zadanie zniszczenia ciężkiego sprzętu, rozpuszczenia koni, zabezpieczenia sztandarów i przebijania się małymi grupkami za Wisłę w kierunku Józefowa. Części żołnierzy udało się wydostać z okrążenia i przeprawić na prawy brzeg Wisły. Punkt zbiorczy dywizji zorganizowano w Kraśniku. Dywizja nie została już jednak odtworzona. Jej żołnierze wzięli udział w drugiej bitwie pod Tomaszowem Lubelskim.
Działania oddziałów, które nie dołączyły do dywizji
6 września II batalion 54 pp, pluton artylerii 51 pp, 63 kompania przeciwpancerna, kompanie przeciwpancerne 51 pp i 54 pp oraz 9 bateria 12 pal zostały włączone do Grupy „Sandomierz” i skierowane do obrony przepraw przez Wisłę. 15 września podczas odwrotu, w Modliborzycach II/54 pp poniósł duże straty od lotnictwa i utracił zdolność bojową. Pozostali żołnierze batalionu zostali włączeni do innych oddziałów i walczyli 20 września w bitwie pod Tomaszowem Lubelskim. 
7 września do oddziałów Grupy „Sandomierz” dołączył I/54 pp i pluton artylerii 54 pp. Po rozładunku zostały one zbombardowane przez lotnictwo niemieckie. Po odtworzeniu zdolności bojowej przeszły do obrony na Sanie. W następnych dniach dołączyły do Armii „Kraków” i wzięły  w drugiej bitwie pod Tomaszowem Lubelskim.
Do dywizji nie dotarł również transport kolejowy wiozący kolumnę saperską. 6 września znajdował się on w Nisku. W związku ze zniszczeniem torów kolejowych saperzy zostali wycofani w kierunku Lwowa.
Skład Ośrodka Zapasowego 12 DP stanowiło 50 uzbrojonych oficerów, 200 szeregowych oraz 3000 nieuzbrojonych żołnierzy. 15 września zostali oni skierowani ze Złoczowa do Stanisławowa. 18 września, w rejonie Buczacza zostali otoczeni przez oddziały sowieckie i po rozbrojeniu trafili do niewoli. Część oficerów została potem zamordowana w Katyniu.

### Organizacja wojenna dywizji we wrześniu 1939
- dowództwo 12 Dywizji Piechoty
- 51 pułk piechoty Strzelców Kresowych
- 52 pułk piechoty Strzelców Kresowych
- 54 pułk piechoty Strzelców Kresowych
- 12 pułk artylerii lekkiej
- 12 dywizjon artylerii ciężkiej
- 12 batalion saperów
- bateria artylerii przeciwlotniczej motorowa typ A nr 12 – kpt. Franciszek Burski
- samodzielna kompania karabinów maszynowych i broni towarzyszącej nr 63
- kompania kolarzy nr 63
- kompania przeciwpancerna nr 63
- kompania telefoniczna 12 DP – kpt. łącz. Eugeniusz Zbigniew Badowski
- pluton łączności Kwatery Głównej 12 DP – por. łącz. Władysław Leonard[a]
- pluton radio 12 DP – ppor. Kornel Ludwik Pietruszewski
- drużyna parku łączności 12 DP
- szwadron kawalerii dywizyjnej – szwadron KOP „Hnilice Wielkie”
- służby

### Obsada personalna Kwatery Głównej 12 DP we wrześniu 1939 roku
- dowódca dywizji – gen. bryg. Gustaw Paszkiewicz
- dowódca piechoty dywizyjnej – płk dypl. Seweryn Łańcucki
- dowódca artylerii dywizyjnej – płk art. Tadeusz Rawski
- szef sztabu – ppłk dypl. art. Stefan Longin Izdebski
- oficer operacyjny – kpt. dypl. Emil Sikorski
- dowódca łączności – kpt. łącz. Zygmunt Unieszowski
- kwatermistrz – kpt. dypl. Tadeusz Kolasiński
- szef służby zdrowia – ppłk lek. dr Stanisław Kublin

## Obsada personalna dowództwa dywizji
Dowódcy dywizji
- gen. bryg. Denis Anne Marie de Champeaux de Saucy
- gen. ppor. Robert Lamezan-Salins (XII 1919 – 12 III 1920[18])
- płk / gen. bryg. Marian Januszajtis-Żegota (1920 – 27 VIII 1924 → stan nieczynny)
- gen. bryg. Walery Maryański (1 X 1924[19] – 1 III 1927 → urlopowany[20])
- gen. bryg. Stanisław Sołłohub-Dowoyno (7 III 1927[21] – II 1936)
- gen. bryg. Gustaw Paszkiewicz (1936 – IX 1939)

Dowódcy piechoty dywizyjnej
- płk piech. Kazimierz Łukoski (X 1921 – VIII 1925)
- płk piech. Włodzimierz Bokszczanin (14 I 1926[22] – 31 III 1927 → członek Oficerskiego Trybunału Orzekającego[23])
- płk piech. Władysław Aleksander Langner (31 III 1927 – XI 1928)
- płk dypl. Alfons Wojtkielewicz (1931 – X 1935)
- płk dypl. Mieczysław Mozdyniewicz (X 1935 – VII 1939)
- płk art. Brunon Romiszewski (II dowódca PD 30 VII 1938 – 27 VII 1939)
- płk dypl. Seweryn Łańcucki

Szefowie sztabu
- Walery Maryański (1 X 1919 – 20 VII 1920 → szef sztabu 2 Armii)
- kpt. art. Stanisław Turek (p.o. do 15 X 1922 → szef Oddziału IV DOK IV[24])
- mjr SG Piotr Kończyc (16 IX 1922[25] – 5 V 1927 → zastępca dowódcy 78 pp[26])
- kpt. SG Stanisław Bęben (p.o. 31 X 1927[27] – 31 X 1928 → DOK IV[28])
- mjr dypl. piech. Tadeusz Klimecki (31 X 1928 - 20 IX 1930 → WSWoj.)
- mjr / ppłk dypl. piech. Tadeusz Puszczyński (20 IX 1930 - 23 III 1932 → szef sztabu KOP)
- mjr dypl. piech. Andrzej Strach (od 9 XII 1932[29] – 7 VI 1934 → dowódca baonu w 84 pp[30])
- mjr dypl. piech. Stefan Wojciech Osika (od 7 VI 1934[31])
- mjr / ppłk dypl. Jerzy Krubski (III 1939)
- ppłk dypl. art. Stefan Longin Izdebski[b] (IX 1939)

### Obsada personalna w marcu 1939 roku
Ostatnia „pokojowa” obsada personalna dowództwa dywizji:
| Stanowisko                     | Stopień, imię i nazwisko              |
| ------------------------------ | ------------------------------------- |
| dowódca dywizji                | gen. bryg. Gustaw Paszkiewicz         |
| I dowódca piechoty dywizyjnej  | płk dypl. Mieczysław Mozdyniewicz     |
| II dowódca piechoty dywizyjnej | płk art. Brunon Romiszewski           |
| szef sztabu                    | ppłk dypl. Jerzy Antoni Krubski       |
| I oficer sztabu                | kpt. dypl. art. Emil Roman Sikorski   |
| I oficer sztabu (dubler)       | kpt. dypl. Stanisław Otton Drzewiecki |
| II oficer sztabu               | kpt. adm. (art.) Józef Kisielewski    |
| dowódca łączności              | kpt. łączn. Zygmunt Unieszowski       |
| oficer taborowy                | kpt. tab. Franciszek Józef Kamiński   |
| oficer intendentury            | kpt. int. Mieczysław Wolski           |

### Żołnierze Dywizji (w tym OZ) – ofiary zbrodni katyńskiej
Biogramy zamordowanych znajdują się na stronie internetowej Muzeum Katyńskiego
| Nazwisko i imię                         | stopień         | zawód             | miejsce pracy przed mobilizacją | zamordowany |
| --------------------------------------- | --------------- | ----------------- | ------------------------------- | ----------- |
| Czajkowski Zygmunt                      | ppor. lek. rez. | lekarz            | Warszawa, ul. Płocka 26         | Charków     |
| Wiszniewski Andrzej Stanisław Eugeniusz | ppor. sap. rez. | technik budowlany |                                 | Charków     |

## Odtworzenie dywizji w ramach Armii Krajowej
W 1944 w wyniku przeprowadzania akcji odtwarzania przedwojennych jednostek wojskowych utworzono 12 Dywizję Piechoty AK pod dowództwem kpt. art. Franciszka Garwola w składzie 51 pp i 52 pp (Obszar Lwów, Podokręg Tarnopol).